# 水产种质资源
水产种质资源，根据中华人民共和国农业部的定义，是指具有较高经济价值和遗传育种价值，可为捕捞、养殖等渔业生产以及其他人类活动所开发利用和科学研究的水生生物资源。从广义上讲，包括上述水生生物的群落、种群、物种、细胞、基因等内容。